# Leslie Valiant
Leslie Gabriel Valiant (nacido el 28 de marzo de 1949) es un informático teórico británico.
Educado en el King's College, Cambridge, Imperial College London y la Universidad de Warwick donde recibió su Ph.D. en ciencias de computación en 1974. Comenzó dictando clases en la Universidad de Harvard en 1982 y actualmente es un T. Jefferson Coolidge Professor de Ciencias de Computación y Matemáticas Aplicadas en el Harvard School of Engineering and Applied Sciences. Antes de 1982 enseñó además en la Universidad Carnegie Mellon, en la Universidad de Leeds, y en la Universidad de Edimburgo. En 2010 Valiant recibe el Premio Turing.
Valiant es reconocido mundialmente por su trabajo en ciencias de la computación. Entre sus principales contribuciones a la complejidad computacional, se encuentra su introducción de la notación de Numeral-P-completo para explicar por qué los problemas de enumeración son intratables. También introdujo el modelo de machine learning PAC, que ayudó al desarrollo de esta teoría, y el concepto de algoritmos holográficos. Leslie Valiant también trabaja en neurociencia computacional, particularmente en la comprensión de la memoria y el aprendizaje.
Recibió el Premio Nevanlinna en 1986, el Premio Knuth en 1997, y el premio otorgado por la EATCS en 2008. Es miembro de la Royal Society de Londres, de la American Association for Artificial Intelligence, y de la Academia Nacional de Ciencias de Estados Unidos.
Uno de sus artículos más significativos, escrito junto con Vijay Vazirani, demuestra que si UNIQUE-SAT ∈ P, entonces se cumple que NP = RP.
Valiant recibió el Premio Turing de la ACM «por sus transformadoras contribuciones a la teoría de la computación, incluyendo la teoría del aprendizaje probable, aproximadamente correcto, la complejidad de la enumeración y de la computación algebraica, y teorías de la computación paralela y distribuida».